# أطفال الذرة: ران أواي
أطفال الذرة: ران أواي أو أطفال الذرة: اهرب أو أطفال الذرة: الهرب (بالإنجليزية: Children of the Corn: Runaway)‏ هو فيلم رعب تم إنتاجه في الولايات المتحدة وصدر سنة 2018 بطولة مارسي ميلر وهو الجزء العاشر من سلسلة أفلام «أطفال الذرة».

## القصة
امرأة حامل تهرب من طائفة قاتلة للأطفال في بلدة صغيرة وتقضي العقد التالي في العيش دون الكشف عن هويتها لحماية ابنها. بعد انتقالهم إلى بلدة جديدة، تدرك أن هناك شيئًا شريرًا يتبعهم، وعليها مواجهتها لإنقاذهم.

## وصلات خارجية
أطفال الذرة: ران أواي على موقع IMDb (الإنجليزية)
- أطفال الذرة: ران أواي على موقع روتن توميتوز (الإنجليزية)
- أطفال الذرة: ران أواي على موقع ألو سيني (الفرنسية)
- أطفال الذرة: ران أواي على موقع أول موفي (الإنجليزية)
- أطفال الذرة: ران أواي على موقع فيلمافينيتي (الإسبانية)
- أطفال الذرة: ران أواي على موقع قاعدة بيانات الفيلم (الإنجليزية)
- أطفال الذرة: ران أواي على موقع ليتربوكسد (الإنجليزية)
- أطفال الذرة: ران أواي على موقع كينوبويسك (الروسية)